# Аверина, Татьяна Борисовна

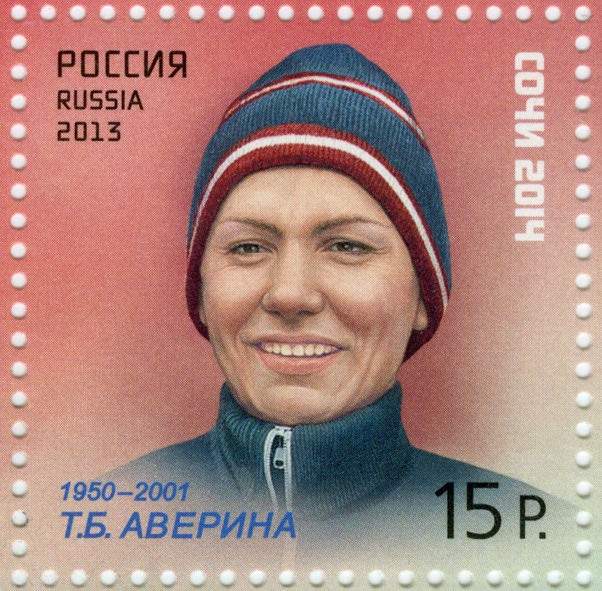
Почтовая марка России, 2013 год

Татья́на Бори́совна Аве́рина (в замужестве — Бараба́ш; 25 июня 1950, Горький, РСФСР, СССР — 22 августа 2001, Москва, Россия) — советская конькобежка; 2-кратная олимпийская чемпионка и 2-кратная бронзовый призёр зимних Олимпийских игр 1976 года, участница зимних Олимпийских игр 1980 года, чемпионка и 3-кратная серебряный призёр чемпионатов мира, 4-кратная чемпионка СССР и 3-кратная призёр чемпионата СССР, 10-кратная рекордсменка мира, Заслуженный мастер спорта СССР (1976).

## Биография
Начала кататься на коньках в возрасте 5-ти лет в своём родном Горьком, найдя в сарае ржавые отцовские "снегурки", привязанные верёвками к валенкам. Позже родители купили ей настоящие коньки, с которыми она в 12 лет записалась в детскую спортивную школу общества "Буревестник" на стадионе "Водник". Первым её тренером была Антонина Ивановна Вереина, которая сразу обратила внимание на свободу движений девочки и её настырный характер.
Через время Аверина перешла к тренеру Роберту Викторовичу Меркулову. С 1967 года стала участвовать в небольших международных соревнованиях, к тому времени стала также чемпионкой страны среди юниорок. В 1970 году после успешного выступления на челябинском Мемориале Якова Мельникова была включена в состав сборной СССР под руководством тренера сборной Евгения Николаевича Красильникова. Тогда же стала участвовать и на чемпионате СССР.
В феврале 70-го дебютировала на чемпионате мира в классическом многоборье, где заняла 12-е место. В 1971 году стала 6-й в многоборье на чемпионате Европы в Ленинграде и 7-й на чемпионате мира в классическом многоборье. В январе 1973 года заняла 10-е место на чемпионате Европы, следом стала чемпионкой СССР в комбинации спринта и на отдельных дистанциях выиграла серебро в беге на 1000 м и две бронзы в забегах на 500 м и 1500 м.
В 1974 году при тренере Борисе Андриановиче Стенине впервые завоевала серебряную медаль на чемпионате мира в классическом многоборье в Херенвене. На чемпионате Европы шла первой, но нелепое падение и всё закончилось. Она лидировала после двух дистанции и на спринтерском чемпионате мира, но допустила оплошность при переходе на другую дорожку и была дисквалифицирована. В марте на чемпионате страны выиграла спринтерский зачёт. В том сезоне она установила мировые рекорды на «пятисотке», на километровой дистанции и в беге на 1500 м.
В 1975 году она вторая на чемпионате мира в классическом многоборье в Ассене и первая в спринте в Национальном чемпионате. Спринтерский чемпионат мира вновь не задался и она осталась на 7-м месте. В феврале 1976 года на зимних Олимпийских играх в Инсбруке завоевала две золотые медали на дистанциях 1000 м и 3000 м и две бронзовые на 500 м и 1500 м, после чего в третий раз стала серебряным призёром чемпионата мира в классическом многоборье в Йевике.
В 1978 году выиграла золотую медаль на чемпионате мира в классическом многоборье в Хельсинки, а в 1979 впервые стала и чемпионкой СССР в классическом многоборье. В том же году заняла 6-е место на спринтерском чемпионате мира и неудачно выступила на чемпионате мира в классическом многоборье. В 1980 году на зимних Олимпийских играх в Лейк-Плэсиде бежала одну дистанция 1500 м и заняла 18-е место. В 1982 году ушла из спорта.

## Личная жизнь и семья
Выпускница Государственного института физической культуры им. П.Ф. Лесгафта. После выступлений в Инсбруке вышла замуж за Владимира Барабаша, конькобежца, мастера спорта международного класса. Родила двух сыновей. В конце 1970-х переехала в Москву, а по завершении карьеры работала тренером, участвовала в ветеранских соревнованиях. Член КПСС с 1974 года. Один из искусственных катков Нижнего Новгорода носит имя Татьяны Авериной. Умерла в 2001 году от рака желудка. Похоронена в Москве на Троекуровском кладбище.